# هوفرلا
جبل هوفرلا (باللغة الأوكرانية والروسينية: Говерла) الاسم من أصل مجري ويعني "قلعة الثلج" يبلغ ارتفاعه 2,061 متراً وهو أطول جبال أوكرانيا وجزء من سلسلة جبال كارباثيان. ينبع من منحدراته الشرقية نهر بروت. وهو أعلى جبل في أوكرانيا وجزء من جبال الكاربات الأوكرانية. يقع الجبل في بيسكيدس الشرقية في سلسلة جبال (Chornohora). منحدرات الجبل مغطاة بغابات من الزان والتنوب ، وفوقها يوجد نظم بيئية جبلية. يقع منبع الرئيسي لنهر بروت علىى الجانب الشرقي. يتكون الجبل من الحجر الرملي. في القرن العشرين، اكتسب الجبل شعبية متزايدة كموقع للرياضات والمغامرات الخطرة. يتم تصنيف بعض الطرق بدرجة 1A حسب نظام الدرجات السوفيتي في فترة الشتاء (من أواخر الخريف إلى شهر مايو).